# Malagón
Malagón è un comune spagnolo situato nella comunità autonoma di Castiglia-La Mancia. Il territorio comunale ha una popolazione di 7.754 abitanti (INE 2024).

## Geografia
Malagón si trova nel settore settentrionale della provincia di Ciudad Real. È circondato da una vasta pianura interrotta a nord-ovest dal massiccio montuoso di Malagón, appartenente ai Monti di Toledo. Il fiume Bañuelos, affluente del Guadiana, attraversa il suo comune.

## Storia
Gli insediamenti nella zona di Malagón sono molto antichi e risalgono alla Preistoria (alcuni reperti archeologici lo datano al Paleolitico inferiore), tra cui spicca il sito di "La Cruz de El Cristo" (La Croce di Cristo), considerata la necropoli visigota più importante della provincia. Nel centro urbano sono stati rinvenuti resti dell'Età del Bronzo, in particolare delle culture di Iberi, dell'Impero Romano e Islamica, nel luogo in cui sorgeva il castello scomparso.

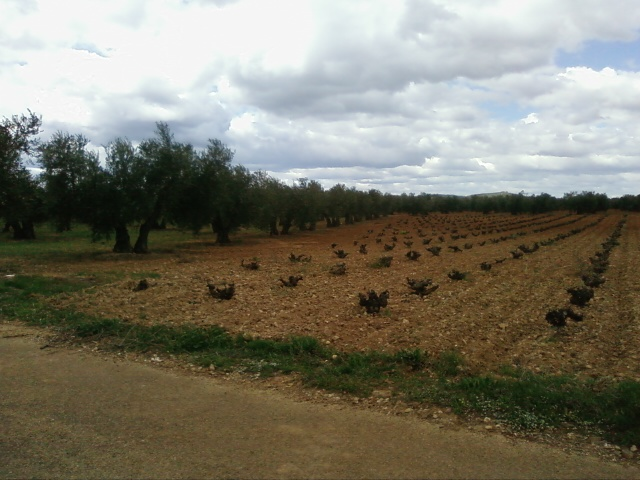
Viti e ulivi nei campi di Malagón

Malagón, crocevia di strade e punto di guardia strategico per l'accesso a Guadiana e Calatrava La Vieja, era un'enclave del Cammino Reale del Plata che collegava Toledo a Cordova e fungeva da deviazione per i viaggiatori in viaggio verso Granada e passando per Almagro. 
Dalla fine del XII secolo, Malagón fu una commenda dell'Ordine di Calatrava, situazione che durò fino alla metà del XVI secolo, quando dopo essere divenuta proprietà della Corona ed essere nominato Signoria di Malagón, fu venduto dal re Carlo I a D. Antonio Ares Pardo, Maresciallo di Castiglia. Questo cambiamento nella situazione dei vicini diede origine a controversie tra il Signore e i vicini che furono risolte con la firma dell'Atto di Concordia nel 1552, che diede origine alla peculiarità giuridica attualmente di cui godono i famosi "Estados del Duque" (Stati del Duca).

## Economia
Malagón ha un'economia prevalentemente agricola, con vigneti e ulivi. Spicca la sua industria casearia e vinicola.